# Goni (Dokuy)
Pour les articles homonymes, voir Goni.
Goni est une localité située dans le département de Dokuy de la province de la Kossi dans la région de la Boucle du Mouhoun au Burkina Faso.

## Santé et éducation
Goni accueille un centre de santé et de promotion sociale (CSPS).